# Jeep Grand Cherokee
O Grand Cherokee é um SUV médio-grande produzido pela Jeep, lançado em 1993. Sucedeu ao Grand Wagoneer. O carro possui versão a gasolina e diesel. A nova versão diesel lançado em 2014, possui motor 3.0 V6 diesel de 241 cv. O veículo possui tração 4x4 em tempo integral Quadra-Trac II.